# Explosió de míssils a Polònia
En la nit del 15 de novembre de 2022, un míssil S-300 antiaeri ucraïnès va impactar en el territori de Polònia, prop de la localitat de Przewodów, a la província oriental de Lublin, a menys de 10 quilòmetres de la frontera amb Ucraïna. En un primer moment, algunes fonts van indicar que els atacs amb míssils formaven part d'un atac més ampli contra ciutats i instal·lacions energètiques ucraïneses en el marc de la invasió russa d'Ucraïna que va començar el 24 de febrer del mateix any, i que, per tant, es tractava del primer cas d'un atac amb míssils que colpejava el territori de l'OTAN des de l'inici de la guerra.
Els mitjans de comunicació polonesos van informar que dues persones, Bogusław Wos i Bogdan Ciupek, van morir en l'atac del coet perdut que va caure sobre el poble, provocant l'explosió, i les autoritats poloneses van declarar que l'origen era encara desconegut. Després de l'atac, el primer ministre de Polònia, Mateusz Morawiecki, va convocar una reunió urgent del comitè per a assumptes de seguretat nacional i defensa i va citar l'ambaixador de Rússia a Varsòvia, Serguei Andreiev.
El Ministeri de Defensa de Rússia va declarar que no s'havien portat a terme «atacs contra objectius a prop de la frontera estatal entre Ucraïna i Polònia per mitjans de destrucció russos».

## Reaccions internacionals
Els líders d'Estònia, Lituània, Letònia, Eslovàquia, Albània, Ucraïna i Bèlgica foren els primers a donar el seu suport a Polònia.
A causa d'aquest incident i al tancament de l'oleoducte de l'Amistat, el govern hongarès liderat pel primer ministre Viktor Orbán va convocar una reunió d'emergència amb el seu Consell de Defensa en la mateixa nit, mentre que el ministre de Defensa Kristóf Szalay-Bobrovniczky va mantenir una conversa telefònica amb el secretari general de l'OTAN, Jens Stoltenberg.
El president dels Estats Units, Joe Biden, i altres líders mundials participants en la cimera del G20 a Bali es van reunir d'emergència l'endemà per a tractar l'incident a Polònia. Biden va declarar a la premsa que hi havia «molta informació contradictòria però és poc probable, a causa de la trajectòria, que fos disparat des de Rússia». Recep Tayyip Erdogan va atribuir l'atac a Polònia a un «error tècnic», d'acord amb el que li havia explicat el canceller alemany Olaf Scholz, i va assegurar que els míssils no eren de fabricació russa.
El 16 de novembre el president de Polònia, Andrzej Duda, va afirmar que el míssil que havia caigut el dia abans al seu país i havia matat dues persones havia estat «probablement un incident desafortunat», i que no hi havia motius per creure que l'incident del míssil havia estat un atac rus. Això no obstant, Volodímir Zelenski va continuar insistint en el fet que creia que era un «míssil rus». D'altra banda, l'expresident rus Dmitri Medvédev va acusar Ucraïna de protagonitzar una possible operació de falsa bandera a Polònia per a forçar l'entrada de l'OTAN en el conflicte, a la vegada que el portaveu del ministeri d'Exteriors xinès, Mao Ning, va demanar «contenció» a la comunitat internacional a l'hora de parlar i especular sobre la guerra.